# Fung Yik
Fung Yik, född 3 december 1959, är en hongkongsk bågskytt. Han deltog vid olympiska sommarspelen 1992.